# Русское Бурнашево
 Русское Бурнашево  — село в Верхнеуслонском районе Татарстана. Входит в состав Кураловского сельского поселения.

## География
Находится в западной части Татарстана на расстоянии приблизительно 16 км на юго-запад от районного центра села Верхний Услон у речки Сулица.

## История
Известно с 1565-67 годов. До революции действовала Христо-Рождественская церковь и земская школа.

## Население
Постоянных жителей было в 1782 году — 249 душ мужского пола, в 1859—804, в 1908—1464, в 1920—1313, в 1926—1332, в 1938—969, в 1949—566, в 1958—482, в 1970—352, в 1979—286, в 1989—206. Постоянное население составляло 177 человек (русские 94 %) в 2002 году, 179 в 2010.